# Paraedes
Paraedes is een muggengeslacht uit de familie van de steekmuggen (Culicidae).

## Soorten
- P. barraudi Edwards, 1934
- P. bonneae (Mattingly, 1958)
- P. collessi (Mattingly, 1958)
- P. chrysoscuta (Theobald, 1910)
- P. menoni (Mattingly, 1958)
- P. ostentatio (Leicester, 1908)
- P. pagei (Ludlow, 1911)
- P. thailandensis (Reinert, 1976)